# The Beautiful Game (Film)
The Beautiful Game ist ein Filmdrama von Thea Sharrock, das Ende März 2024 in das Programm von Netflix aufgenommen wurde.

## Handlung
Um am Homeless World Cup teilzunehmen, begibt sich eine englische Fußballmannschaft gemeinsam mit ihrem Trainer Mal von London nach Rom. In letzter Minute beschließen sie, den talentierten Stürmer Vinny mitzunehmen. Trainer Mal kennt ihn noch als Kind, wo er ihn einmal gescoutet hat. Vinny war in seiner Jugend im Kader von West Ham United, hat aber als Erwachsener den Durchbruch als Profi nicht geschafft. Dieses Scheitern lässt ihn völlig entgleisen. Er schläft seit Monaten im Auto und lebt von Gelegenheitsarbeiten. Um seine Tochter kümmert er sich nur halbherzig. Beim Homeless World Cup kapselt er sich von seinem Team ab, während die anderen Obdachlosen versuchen, trotz aller privaten Probleme der Spieler eine Einheit zu werden. Seine unbestrittenen Fähigkeiten lassen ihn gegenüber seinen Mitspielern arrogant werden.
Vinnys Team scheitert im Halbfinale, weil er den entscheidenden Elfmeter verschießt. Zum Spiel um den dritten Platz kommt er zu spät und wird nicht mehr reingelassen. Als im hochfavorisierten Team Südafrikas jemand ausfällt und man dort von der Regel Gebrauch macht, jeden anderen als Mitspieler anzufragen, nutzt er die Chance und hilft als Teamplayer, das Finale gegen Italien zu gewinnen.

## Produktion

### Filmstab und Zusammenarbeit mit der Homeless World Cup Foundation
Der Film orientiert sich an wahren Begebenheiten während des Homeless World Cups, der Fußballweltmeisterschaft der Obdachlosen.
Regie führte Thea Sharrock. Es handelt sich nach Ein ganzes halbes Jahr von 2016, Der einzig wahre Ivan von 2020 und Kleine schmutzige Briefe um den vierten Spielfilm der englischen Bühnen- und Filmregisseurin. Das Drehbuch schrieb Frank Cottrell-Boyce.
Sie arbeiteten für den Film eng mit der Homeless World Cup Foundation zusammen. Cottrell-Boyce hatte sich mit vielen Teilnehmern der Obdachlosen-Fußball-WM getroffen und aus deren Geschichten die Charaktere für den Film entwickelt. Mel Young, der Präsident und Gründer der Homeless World Cup Foundation, zeigte sich erfreut, dass die Initiative im Mittelpunkt des Films steht: „Wir haben bewiesen, wie stark Fußball sein kann, wenn er auf ein soziales Problem angewendet wird, und wir werden uns weiterhin bemühen, mehr zu tun. Wir hoffen, dass unsere Arbeit, von der in ‚The Beautiful Game‘ erzählt wird, mehr Menschen dazu inspiriert, mitzumachen und zukünftige Homeless World Cups zu unterstützen, und wir alle gemeinsam darauf abzielen können, Obdachlosigkeit für immer zu beenden.“

### Besetzung und Dreharbeiten

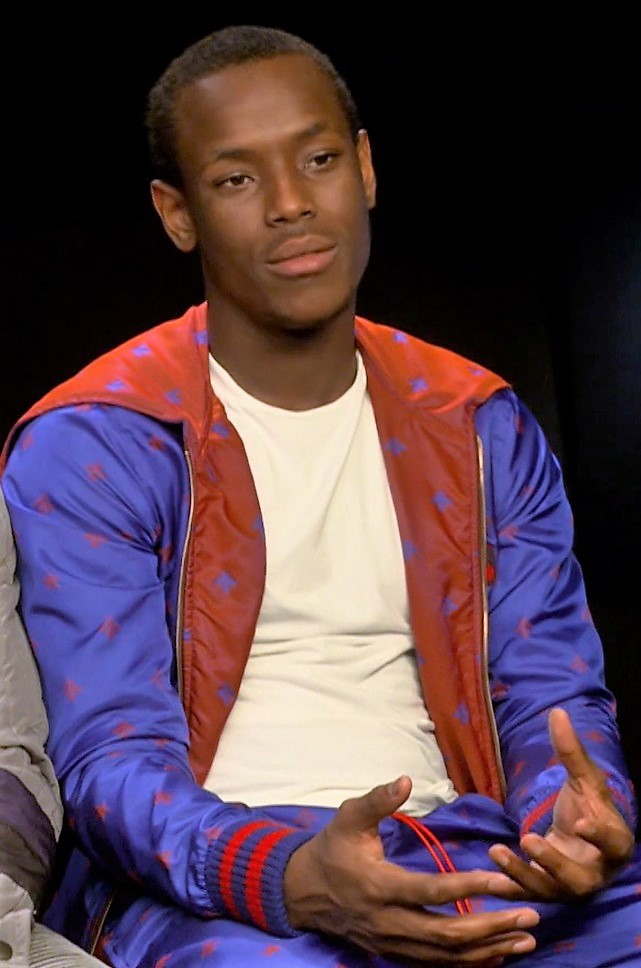
Micheal Ward spielt den Stürmer Vinny

Der Golden-Globe- und BAFTA-Preisträger Bill Nighy spielt Mal, den Trainer der englischen Mannschaft. Der BAFTA-Rising-Star Micheal Ward spielt in einer weiteren Hauptrolle seinen Stürmer Vinny. In weiteren Rollen sind Callum Scott Howells als Spieler Nathan, Kit Young als Spieler Cal, Sheyi Cole als Spieler Jason, Robin Nazari als Spieler Aldar und Tom Vaughan-Lawlor als Spieler Kevin zu sehen.
Die Dreharbeiten fanden im Frühjahr 2021 in Rom statt. Weitere Aufnahmen entstanden in London. Als Kameramann fungierte Mike Eley, der in der Vergangenheit häufiger mit Regisseurin Susanna White und Regisseur Roger Michell zusammenarbeitete.

### Filmmusik und Veröffentlichung
Die Filmmusik komponierte Adem Ilhan. Ursprünglich sollte der Schotte Craig Armstrong diese komponieren, wie bei Sharrocks beiden vorherigen Filmen.
Der Film wurde am 29. März 2024 in das Programm von Netflix aufgenommen. Ursprünglich war ein Start bei dem Streamingdienst bereits 2022 geplant.

## Rezeption
In den USA wurde der Film von der MPAA als PG-13 eingestuft.
Von den bei Rotten Tomatoes aufgeführten Kritiken sind 86 Prozent positiv.

## Synchronisation
Die deutsche Synchronisation entstand nach einem Dialogbuch von Stefan Ludwig und der Dialogregie von Olaf Reichmann im Auftrag der FFS Film- & Fernseh-Synchron GmbH in Berlin.
| Darsteller              | Synchronsprecher     | Rolle     |
| ----------------------- | -------------------- | --------- |
| Micheal Ward            | Karim El Kammouchi   | Vinny     |
| Bill Nighy              | Frank Glaubrecht     | Mal       |
| Tom Vaughan-Lawlor      | Matthias Deutelmoser | Kevin     |
| Callum Scott Howells    | Jonas Lauenstein     | Nathan    |
| Robin Nazari            | Timmo Niesner        | Aldar     |
| Kit Young               | Timo Weisschnur      | Cal       |
| Jessye Romeo            | Catherine Chikosi    | Ellie     |
| Valeria Golino          | Melanie Pukaß        | Gabriella |
| Massimo Scola           | Vlad Chiriac         | Joram     |
| Layo-Christina Akinlude | Elisa Bannat         | Margie    |
| Daniel Attwell          | Dennis Herrmann      | Mark      |
| Aoi Okuyama             | Doreaux Zwetkow      | Mika      |
| Susan Wokoma            | Dela Dabulamanzi     | Protasia  |
| Cristina Rodlo          | Samina König         | Rosita    |
| Sian Reese-Williams     | Jana Kozewa          | Sian      |